# Rhetinantha scorpioidea
Rhetinantha scorpioidea là một loài thực vật có hoa trong họ Lan. Loài này được (Kraenzl.) M.A.Blanco mô tả khoa học đầu tiên năm 2007.